# 唐壬森
唐壬森（1805年—1891年），字叔未，号根石，浙江兰溪城南桃花坞人。清朝政治人物。

## 生平
道光二十七年（1847年）丁未科進士。選庶吉士，散馆後授翰林院编修。官至左副都御史。